# Aleksandrówka (powiat sokólski)
Aleksandrówka – kolonia w Polsce położona w województwie podlaskim, w powiecie sokólskim, w gminie Krynki.
W latach 1921–1939 ówczesny zaścianek leżał, w województwie białostockim, w powiecie grodzieńskim, w gminie Krynki.
Miejscowość należała do parafii prawosławnej i rzymskokatolickiej w Krynkach. Podlegała pod Sąd Grodzki w Krynkach i Okręgowy w Grodnie; właściwy urząd pocztowy mieścił się w Krynkach.
W latach 1975–1998 miejscowość administracyjnie należała do województwa białostockiego.